# ジョンズ・マンビル
ジョンズ・マンビル（Johns-Manville Corporation）は、アメリカ合衆国にある当時世界最大のアスベスト生産メーカーである。
東京興業貿易商会を総代理店として、日本にも大量のアスベストを販売した。1858年に創業した。

## 概要
アスベストの危険性を何十年も前から知りながら無視して製造を続け、労働者や消費者を危険にさらしたとして多数のアスベスト健康被害に対する訴訟を起こされ、1981年に製造物責任法により高額の懲罰的賠償を命じられた。
1982年に連邦倒産法第11章を申請して事実上倒産した。
現在はバークシャー・ハサウェイの傘下企業となっている。
年間売り上げは約2,800億円（25億ドル）である。